# Суханов, Владимир Павлович
Влади́мир Па́влович Суха́нов (род. 27 ноября 1948, Уфа, БАССР) — советский и российский баянист, педагог. Заслуженный артист Российской Федерации (1995). Заслуженный артист Башкирской АССР (1984). Народный артист Республики Башкортостан (2015).

## Биография
В 1968 году окончил Уфимское училище искусств (класс баяна Л. К. Ахтямовой), в 1973 году — Уфимский государственный институт искусств (класс баяна В. Ф. Белякова, класс дирижирования В. К. Моисеева). В 1973—1974 годах служил в Вооружённых Силах СССР.
С 1974 года преподаёт в Уфимском институте искусств (с 1980 — старший преподаватель, с 1990 года — доцент, в 1991—1994 годах — заведующий кафедрой народных инструментов, с 1995 года — профессор кафедры народных инструментов, с 2006 года — декан музыкального факультета УГАИ им. Загира Исмагилова). В 1978 году окончил ассистентуру-стажировку при Государственном музыкально-педагогическом институте имени Гнесиных (рук. А. А. Сурков).
В числе его учеников — лауреаты международных конкурсов (А. Бариев, З. Валиева, А. Гатауллин, Л. Давлетбаев), заслуженные работники культуры (А. Бариев, М. Остапенко), заслуженные деятели искусств (Р. Сагитов).

## Исполнительство
С 1975 года — солист и концертмейстер Башкирской государственной филармонии им. Хусаина Ахметова. Гастролировал в Монголии, Дании, Финляндии, Германии, Перу, Шри Ланке, Мальдивской Республике, Греции, Франции, Италии, Египте, на Мальте, в Израиле, Турции, на Кипре. Участвовал в декадах башкирской литературы и искусства в Чувашии, Татарстане, Челябинске, а также в международных аксаковских праздниках, фестивале «Музыкальное ожерелье Урала» (Нижний Тагил). В 2004—2007 годах в составе концертных групп выступал в Астане, Москве, Санкт-Петербурге, Кемерово, Саратове, Оренбурге, Челябинске, Париже, Стамбуле.
Играет с Р. Шайхутдиновым (с 1975 года — в дуэте; в 1988—1994 годах — трио В. Суханов, Р.Шайхутдинов, В. Башенев; с 1996 — уфимское трио баянистов В. Суханов, О. Мельников, Р. Шайхутдинов). С 1978 года является солистом ансамбля «Родные напевы». В качестве солиста выступал с оркестром русских народных инструментов УГАИ, ансамблем «Забава», оркестром «Тагильские гармоники», оркестром русских народных инструментов Стерлитамакской филармонии.

## Труды
Автор 20 научно-методических работ (составление, переложение, инструментовки, муз. редакция, тезисы), в том числе:
- Класс ансамбля: Программа для учащихся ССМШ приУГИИ / Сост. В. П. Суханов. — Уфа, 1987.
- Гутовский Т. Органная прелюдия и фуга / Переложение В. П. Суханова // Баян в концертном зале. — М.: Сов. композитор, 1991. — Вып.5.
- Башкирские мелодии и наигрыши: Баян. Играют студенты УГИИ / Сост. Р. Г. Рахимова, муз. ред. В. П. Суханова, метод. комментарии Р. Г. Сагадеевой. — Уфа: Узорица, 1995.
- Популярные башкирские мелодии: Переложение для 2-х баянов / Сост., муз. ред. В. П. Суханов. — Уфа, 1995.
- Башкирская музыка для баяна: Хрестоматия для учащихся 1-3 кл. ДМШ / Сост. В. П. Суханов, Р. Ю. Шайхутдинов, муз. ред. В. А. Башенев. — Уфа: РУМЦ МК РБ, 1996.
- Концертмейстерский класс: Программа / Сост. В. П. Суханов, В. Г. Морозов. — Уфа: УГИИ, 2002.
- Программа по классу ансамбля для студентов УГАИ / В. Башенев, В. Морозов, В. Суханов. — Уфа: УГАИ, 2003.
- Технические требования для учащихся ССМШ-лицея по специальности (баян, аккордеон) / В. Суханов, В. Морозов, Н. Махней. — Уфа: УГАИ, 2003.
- Концертный этюд: Сочинение; Избранные пьесы и обработки для баяна: Хрестоматия пед. репертуара. — Уфа: РУМЦ МК и НП РБ, 2004.
- Мокроусов Б. Одинокая гармонь(обработка): Хрестоматия по концертмейстерскому классу. — Уфа: РУМЦ МК и НП РБ, 2004.

Записано три пластинки (в качестве концертмейстера в дуэте с Редиком Фасхитдиновым) фирмой «Мелодия» (1988, 1989). Выпущено 3 диска: «Поет Идрис Газиев», в которых 9 татарских народных песен звучат под аккомпанемент и в обработке Владимира Суханова.

## Награды и признание
- Заслуженный артист Российской Федерации (27 января 1995) — за заслуги в области искусства
- Народный артист Республики Башкортостан (2015).
- Заслуженный артист Башкирской АССР (1984).
- дипломант конкурса молодых баянистов Поволжья
- 2-я премия конкурса-фестиваля, посвящённого творчеству И. Я. Паницкого (Саратов, 1973)
- 4-я премия Международного конкурса «Дни гармоники» (Клингенталь, ГДР, 1975)
- диплом Всероссийского конкурса исполнителей народной песни «За лучший аккомпанемент» (в составе дуэта курай — баян).